# ريناتو أولريش
ريناتو أولريش هو متزحلق حر سويسري، ولد في 14 ديسمبر 1983 في لوسرن في سويسرا.

## وصلات خارجية
- ريناتو أولريش على موقع الاتحاد الدولي للتزلج (التزلج الحر) (الإنجليزية)
- ريناتو أولريش على موقع أوليمبيديا (الإنجليزية)